# Jussy
Jussy je obec na jihozápadě Švýcarska, v kantonu Ženeva. Žije zde přibližně 1 300 obyvatel.

## Geografie
Obec se nachází východně od Ženevského jezera, asi 10 kilometrů severovýchodně od Ženevy, na levém břehu řeky Rhôny a na švýcarsko-francouzské hranici. Skládá se z obce Jussy a vesnic Sionnet a Monniaz. U vesnice Monniaz, přímo na hranici s Francií, se nachází hraniční kameny číslo 132 a 135, jež jsou s nadmořskou výškou 517,7 m nejvyššími body kantonu Ženeva.

## Historie

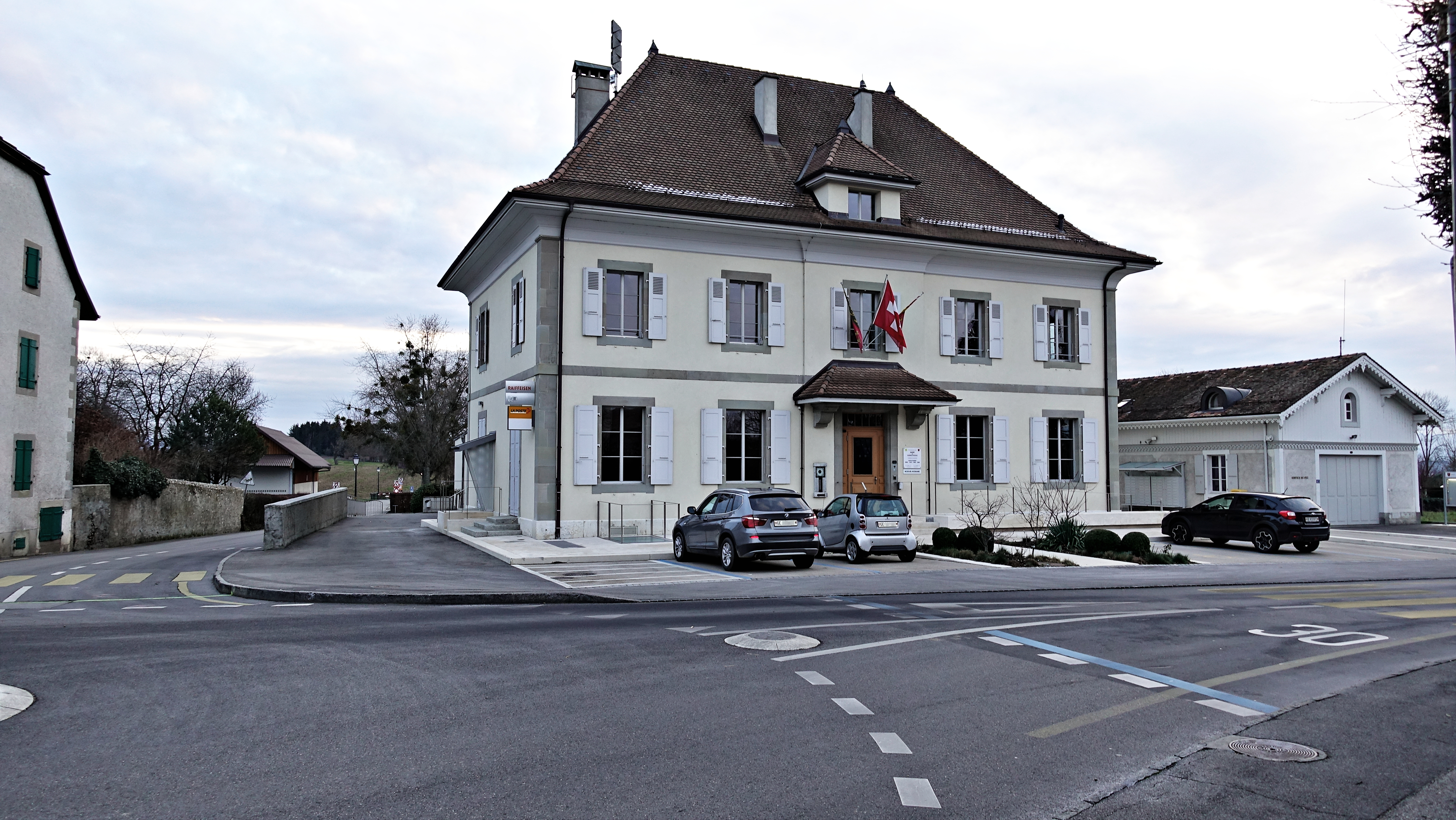
Obecní úřad

K Jussy, které bylo ve středověku součástí stejnojmenného biskupského mandátu, patřily kromě biskupského hradu také zámky Château du Crest a de Lullier. Ten se nacházel uprostřed opevněné vesnice, dnešní vesnice Le Château, a sloužil jako biskupova dočasná rezidence. V roce 1534 byla tato pevnost centrem odporu proti Ženevě, který vedli partyzáni biskupa a hraběte Savojského. Když Ženevané požádali o pomoc své bernské spojence, byla pevnost v roce 1536 vypálena. Obyvatelé J. si přáli, aby se dostali pod ženevskou nadvládu. Mandát Jussy byl následně převeden na Ženevu. Léno Les Arales, které držel rod Ducommun, Théodore Ferrier a poté rod Loys, tvořilo součást Jussy v letech 1645 až 1760. Během revoluce se mylně předpokládalo, že zámek Château du Crest a panství de la Gara jsou místem schůzek spiklenců. V letech 1798–1814 bylo Jussy francouzskou obcí v departementu Léman, poté se však vrátilo k Ženevě. Od Turínské smlouvy z roku 1816, která k novému kantonu přiřadila i sousední obce, již Jussy není švýcarskou enklávou; Savojsku připadla část bývalého léna Les Arales.
V kostele, zasvěceném Máří Magdaléně, který byl několikrát rozšířen, se nachází chórový stánek z 15. století (Stalles de Brogny), který je v Jussy od roku 1681. V roce 1973 byly při vykopávkách objeveny pozůstatky prvního kostela z karolinského období. V roce 1536 obec konvertovala k reformaci. Obecní les o rozloze 400 ha, který je poprvé zmiňován v roce 1261, patřil asi v letech 1665–1856 ženevskému špitálu. Od regulace majetku je z velké části ve vlastnictví kantonu. Kanton nechal vytyčit veřejné cesty a obnovit Maison forte des Grands Bois, postavený v roce 1725. V roce 1991 byla postavena škola a sportovní centrum Les Beillans.

## Obyvatelstvo
| Vývoj počtu obyvatel | Vývoj počtu obyvatel | Vývoj počtu obyvatel | Vývoj počtu obyvatel | Vývoj počtu obyvatel | Vývoj počtu obyvatel | Vývoj počtu obyvatel | Vývoj počtu obyvatel | Vývoj počtu obyvatel | Vývoj počtu obyvatel | Vývoj počtu obyvatel | Vývoj počtu obyvatel | Vývoj počtu obyvatel |
| -------------------- | -------------------- | -------------------- | -------------------- | -------------------- | -------------------- | -------------------- | -------------------- | -------------------- | -------------------- | -------------------- | -------------------- | -------------------- |
| Rok                  | 1850                 | 1860                 | 1900                 | 1950                 | 1960                 | 1990                 | 2000                 | 2010                 | 2012                 | 2014                 | 2017                 |                      |
| Počet obyvatel       | 1020                 | 705                  | 617                  | 650                  | 661                  | 934                  | 1107                 | 1148                 | 1182                 | 1256                 | 1287                 |                      |

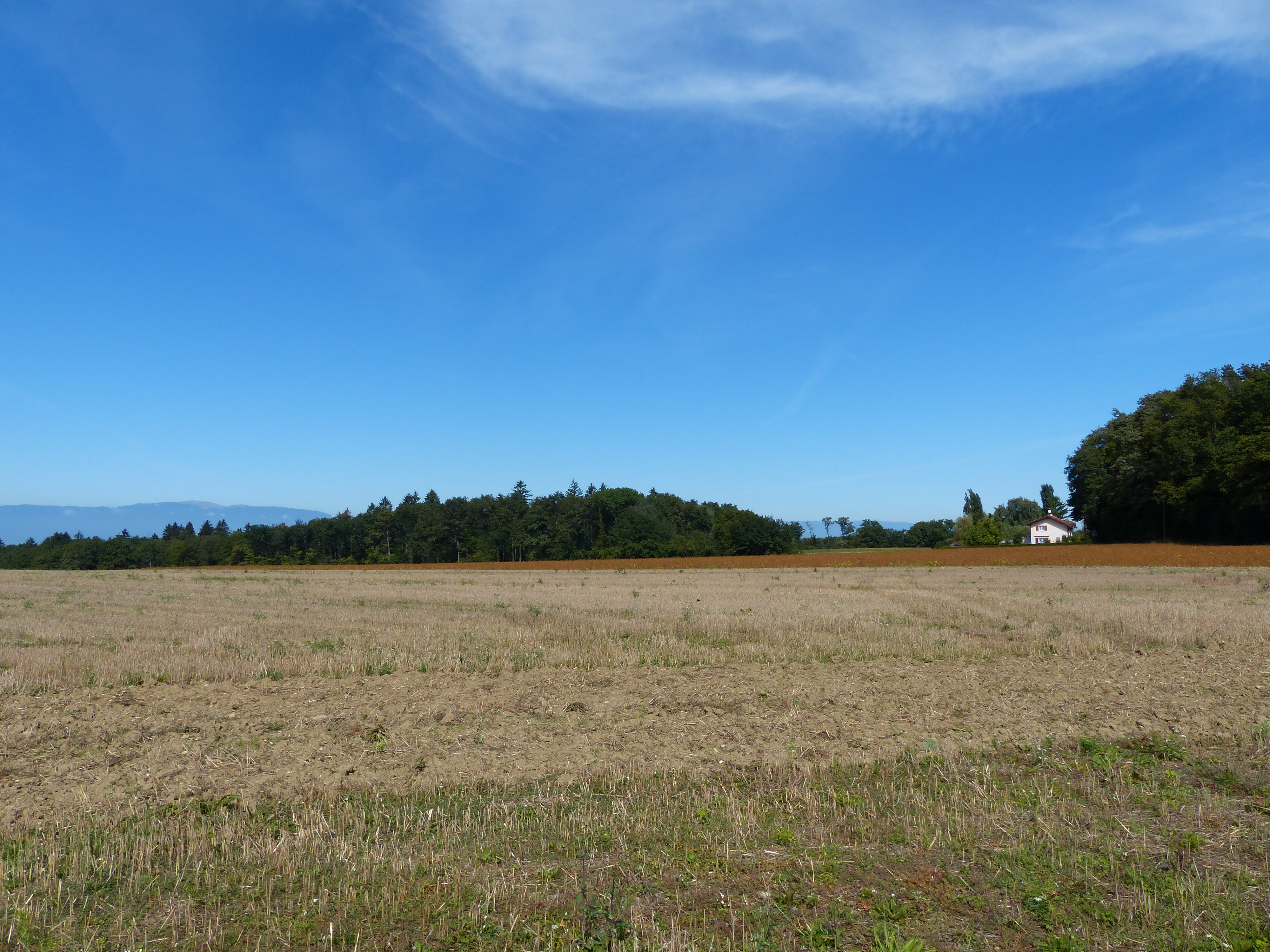
Krajina okolí obce

Většina obyvatel (k roku 2000) hovoří francouzsky (995, tj. 89,9 %), druhá nejčastější je němčina (35, tj. 3,2 %) a třetí angličtina (21, tj. 1,9 %).

## Hospodářství
Pro Jussy je stále charakteristické zemědělství s více než 700 hektary obdělávané půdy, z toho 40 hektarů vinic (1993). Mnoho obyvatel dojíždí za prací do Ženevy, nebo do dalších obcí ženevské aglomerace.

## Doprava
Jussy je napojeno na síť veřejné dopravy autobusovou linkou, kterou provozuje ženevský dopravní podnik Transports publics genevois (TPG). Železnice územím obce neprochází, nejbližší železniční stanice se nachází v Chêne-Bourg na trati Ženeva–Annemasse, nebo ve francouzském Machilly.